# Olodum

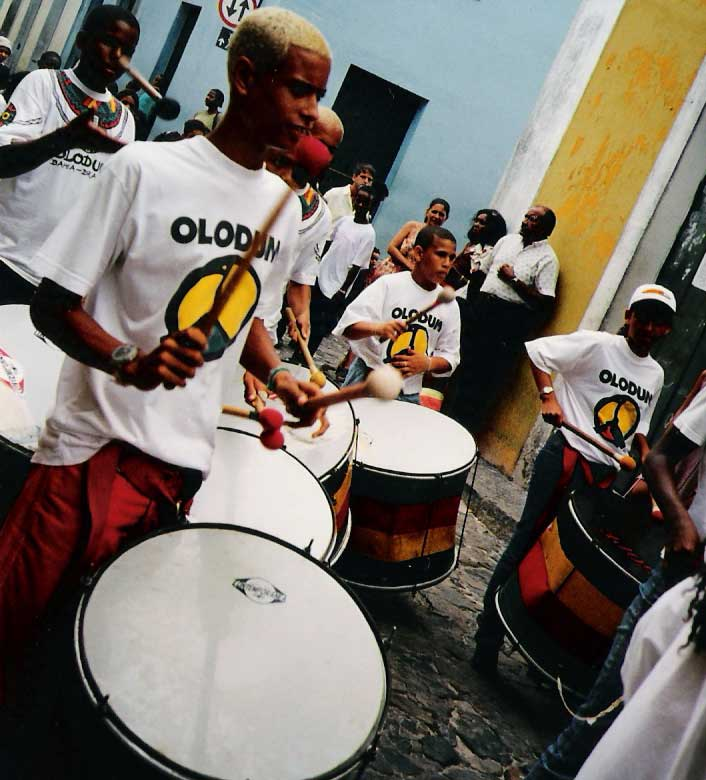
Batteurs du groupe Olodum

Olodum est un groupe culturel brésilien de la communauté noire de Salvador, fondée en 1979 par un groupe d'habitants du quartier de Pelourinho dans le but de participer au carnaval en tant que "bloco organisme". Il offre diverses activités culturelles aux jeunes, principalement à travers la musique, mais également d'autres activités comme des pièces de théâtre. Son principal objectif est la lutte contre le racisme, la promotion et le soutien à la communauté afro-brésilienne. Le groupe participe activement au carnaval de Salvador, et son groupe de musique collabora avec de grands artistes internationaux comme Daniela Mercury, Jimmy Cliff, Michael Jackson (They Don't Care About Us) ou encore Paul Simon.